# Circus assimilis
Circus assimilis е вид птица от семейство Ястребови (Accipitridae).

## Разпространение
Видът е разпространен в Австралия и Индонезия.